# Shawn Christopher
Shawn Christopher is een Amerikaanse house-zangeres. Ze werd vooral bekend vanwege de hit Don't Lose The Magic uit 1992. Minder bekend is dat ze ook de kreunende vocalen verzorgde in het nummer French Kiss van Lil Louis. Vanaf 2002 profileert ze zich meer als gospel-zangeres. 

## Biografie
De uit Chicago afkomstige Shawn Christopher wordt begin jaren tachtig actief in de muziekwereld als achtergrondzangeres bij Chaka Khan. Ook verschijnen er enkele discoplaten van haarzelf. In 1982 debuteert ze met Too Late / Now's The Time. Er volgen nog enkele singles, maar hits zitten er nog niet in. Wel zal een sample uit haar plaat People Of All Nations (1986) in 1995 gebruikt worden in de hit Dancing Together van Critical Mass. Verder is ze te horen als achtergrondzangeres in platen van Commodores, Joe Smooth en Ten City. In 1989 is ze onderdeel van een wereldhit als ze de hijgende, kreunende vocalen verzorgt in French Kiss van Lil Louis. Al wordt dit pas later bekend. Een eerste solosucces heeft ze als ze meezingt op de plaat  Another Sleepless Night van Mike Wilson. In 1992 verschijnt de single Don't Lose The Magic, die wereldwijd de hitlijsten bereikt. Ook in Nederland wordt de top 40 bereikt. Het succes is aanleiding om  het album Another Sleepless Night uit te brengen In 1994 heeft ze nog een bescheiden hitje met Make My Luv. Daarna zal ze geen grote hits meer maken. Wel zal ze nog als achtergrondzangeres opduiken bij Gary Barlow, Engelbert Humperdinck, Marianne Faithfull en Jimmy Somerville. In 2002 slaat ze solo meer een gospel-koers in met het album Drink From The Fountain. Wel blijft ze gastbijdragen geven aan verschillende house-singles. Zo werkt ze enkele malen met Ralphi Rosario. In 2012 verschijnt Still Standing, dat weer een gospelalbum is. Daarna wordt het stil rondom Shawn Christopher.

## Discografie

### Albums
- Another Sleepless Night (1992)
- Drink From The Fountain (2002)
- Still Standing (2012)

| Single met eventuele hitnotering(en) in de Nederlandse Top 40 | Datum van verschijnen | Datum van binnenkomst | Hoogste positie | Aantal weken | Opmerkingen             |
| ------------------------------------------------------------- | --------------------- | --------------------- | --------------- | ------------ | ----------------------- |
| French kiss                                                   | 1989                  | 26-08-1989            | 1(2wk)          | 10           | hit van Lil Louis       |
| Don't Lose the Magic                                          | 1992                  | 02-05-1992            | 22              | 5            | Alarmschijf             |
| Make My Love                                                  | 1993                  | 30-07-1994            | tip2            | -            | Dancesmash op Radio 538 |